# فرودگاه سنترال بیوت
فرودگاه سنترال بیوت (به انگلیسی: Central Butte Airport) یک فرودگاه همگانی است که یک باند فرود چمن دارد و طول باند آن ۷۳۲ متر است. این فرودگاه در کشور کانادا قرار دارد و در ارتفاع ۶۱۹ متری از سطح دریا واقع شده‌است.